# Mary Lavater-Sloman
Mary Lavater-Sloman (Hamburg, 14 december 1891 – Zürich, 5 december 1980) was een Zwitserse schrijfster.

## Biografie
Mary Lavater-Sloman ging naar school in Hamburg en woonde van 1914 tot 1919 in Rusland. Vanaf 1922 woonde ze in Winterthur en vanaf 1943 vervolgens in Ascona. In 1912 huwde ze Emil Lavater, een ingenieur.
Vanaf de jaren 1930 verwerkte Lavater-Sloman haar interesse in bepaalde historische figuren in romans met een ethisch-idealistische tendens. Ze publiceerde in het bijzonder Genie des Herzens over Johann Kaspar Lavater (1939), Katharina und die russische Seele over Catharina II van Rusland (1941), Triumph der Demut over Elisabeth van Thüringen en Einsamkeit over Annette von Droste-Hülshoff (1950). Haar romans werden meermaals heruitgegeven en spraken vooral een vrouwelijk publiek aan. De link tussen geschiedenis en actualiteit kwam vooral tot uiting in de roman Der Schweizerkönig (1935), waarin de centrale figuur Johann Rudolf Wettstein duidelijk was gebaseerd op generaal Ulrich Wille (1848-1925).
Lavater-Sloman ontving verscheidene prijzen voor haar werk, waaronder de Schillerprijs in 1944 en de Bodensee-Literaturpreis in 1953.

## Onderscheidingen
- Schillerprijs (1944)
- Bodensee-Literaturpreis (1953)

## Werken
- (de)  Der Schweizerkönig, 1935.
- (de)  Genie des Herzens, 1939.
- (de)  Katharina und die russische Seele, 1941.
- (de)  Einsamkeit, 1950.
- (de)  Triumph der Demut.